# Промышленная улица (Апатиты)
Промышленная улица — улица Апатитов. Названа по располагающимся здесь промышленным предприятиям города.

## История
Изначально находилась на западе в пгт Молодёжный.
После образования города Апатиты, улица активно начала застраиваться промышленными предприятиями.

## Расположение улицы
Расположена в северной части города, идёт с северо-востока на юго-запад.
Улица имеет три оконечности. Начинается улица с перекрёстка с улицей Энергетической, дорогой к Апатитской ТЭЦ и дорогой к Кировску.
Заканчивается в двух местах: на востоке, переходя в улицу Гладышева, и на юге, упираясь в улицу Козлова.

## Пересекает улицы
- ул. Гладышева
- ул. Козлова
- ул. Лесная
- ул. Первомайская
- ул. Энергетическая

## Здания
- № 5 — общежитие МГТУ № 1.
- № 6 — Автоколонна 1378[1]
- № 7 — Пожарная часть № 8.
- № 10 — Завод ЖБИ.
- № 12а — ГИБДД города Апатиты.
- № 14 — ООО «Северные окна».
- № 16/2 — ООО «ТАКСИ».
- № 19 — ОАО «Апатитыхлеб».
- № 21 — ОАО «Северные кристаллы».

## Транспорт
Через улицу ходят маршруты автобусов № 11 и 12 на остановках Хлебозавод и Ж\Б завод (заброшена).